# Sphingius barkudensis
Sphingius barkudensis är en spindelart som beskrevs av Gravely 1931. Sphingius barkudensis ingår i släktet Sphingius och familjen månspindlar. Inga underarter finns listade i Catalogue of Life.